# Wacław Szymanowski (rzeźbiarz)
Wacław Szymanowski (ur. 23 sierpnia 1859 w Warszawie, zm. 22 lipca 1930 tamże) – polski rzeźbiarz i malarz.

## Życiorys
Był synem pisarza Wacława Szymanowskiego i ojcem prof. Wacława Szymanowskiego. W latach 1875–1879 studiował rzeźbę u Cypriana Godebskiego i malarstwo w École des Beaux-Arts, studia uzupełnił w latach 1880–1882 w Monachium (w połowie października 1880 r. zgłosił się do Akademii Sztuk Pięknych – Antikenklasse), prowadząc w tym samym czasie pracownię malarską wraz ze Stanisławem Grocholskim. W 1889 roku za obraz „Kłótnia Hucułów” został nagrodzony złotym medalem na wystawie w Paryżu, gdzie mieszkał do 1905. Malarstwo porzucił w 1895, całkowicie poświęcając się rzeźbie.
2 maja 1923 został odznaczony Krzyżem Oficerskim Orderu Odrodzenia Polski „za zasługi, położone dla Rzeczypospolitej Polskiej na polu sztuki".
Artysta poślubił Amerykankę Gabrielę Turner. Został pochowany na cmentarzu Rakowickim w Krakowie (Pas 33 I) w grobowcu rodzinnym własnego projektu.

## Twórczość
Wacław Szymanowski był autorem wielu nagrobków (m.in. swojego ojca na warszawskich Powązkach) i pomników (m.in. pomnika Fryderyka Chopina w Warszawie z 1909 (projekt) – 1926 (wykonanie), obecnie kopia na miejsce zniszczonego przez Niemców oryginału). W Warszawie w parku im. Romualda Traugutta znajduje się rzeźba Macierzyństwo z 1903, ustawiona tam w 1929.
W roku 1984 odsłonięto we Wrocławiu pomnik Juliusza Słowackiego. Pomnik został wykonany przez Andrzeja Łętowskiego na podstawie półmetrowej rzeźby z roku 1905, autorstwa Wacława Szymanowskiego. Pomnik Słowackiego odlany w brązie w Paryżu pierwotnie stał w Krzemieńcu.
Jednym z niezrealizowanych projektów artysty była monumentalna kompozycja rzeźbiarska „Pochód na Wawel” (proj. 1907–1911). Miała ona powstać po wyburzeniu szpitala austriackiego zajmującego zachodnią część dziedzińca Zamku Królewskiego na Wawelu. Składała się z 52 figur przedstawiających władców polskich i inne osobistości. Ze względu na swój kontrowersyjny charakter nie została zrealizowana. Model „Pochodu na Wawel” jak również rzeźbę „Mickiewicz po improwizacji” z 1898 przechowuje dziś Muzeum Narodowe w Krakowie. Na Plantach zaś w 1903 odsłonięto pomnik Artura Grottgera według projektu Szymanowskiego z 1898.

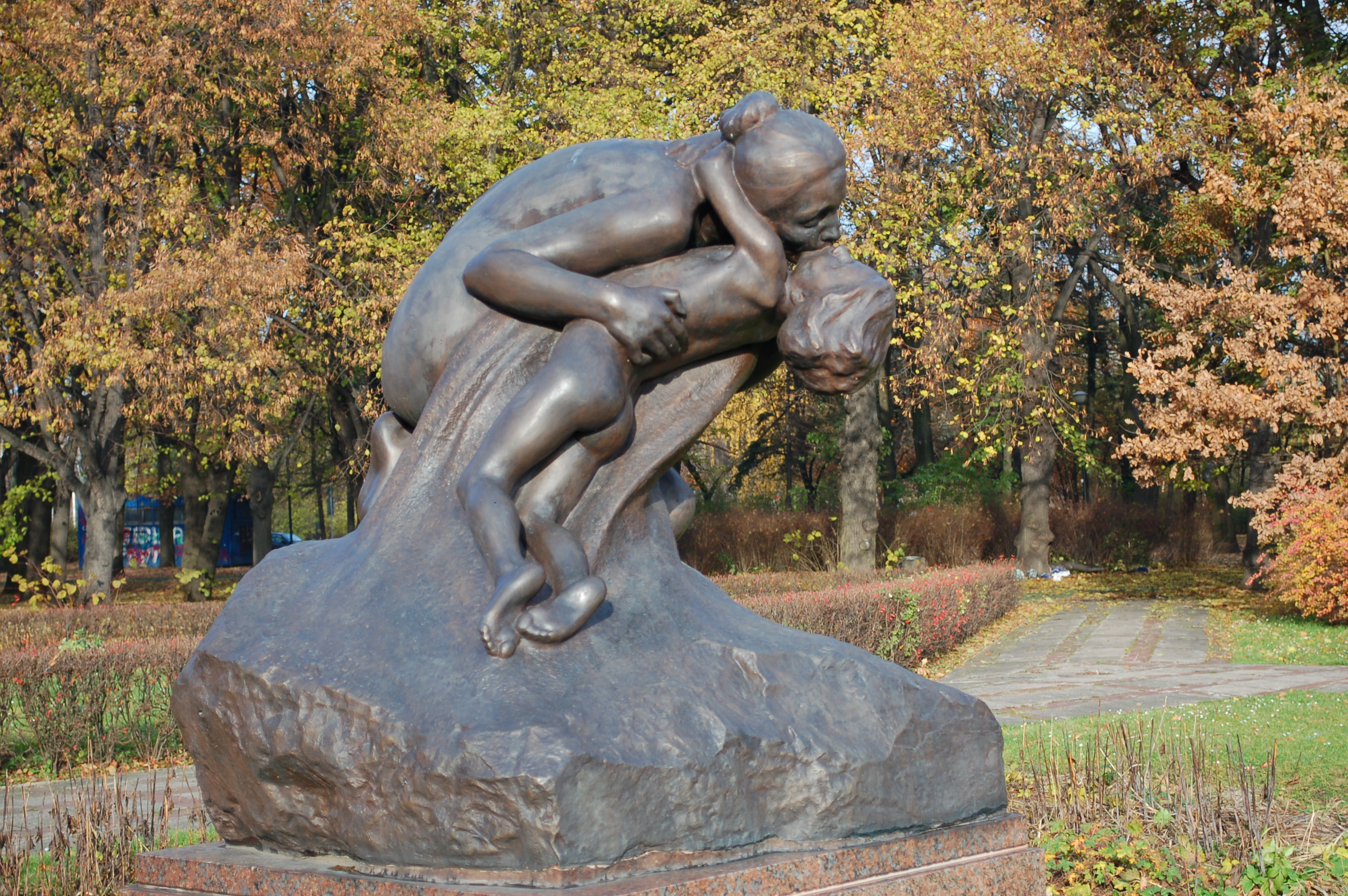
Rzeźba Macierzyństwo
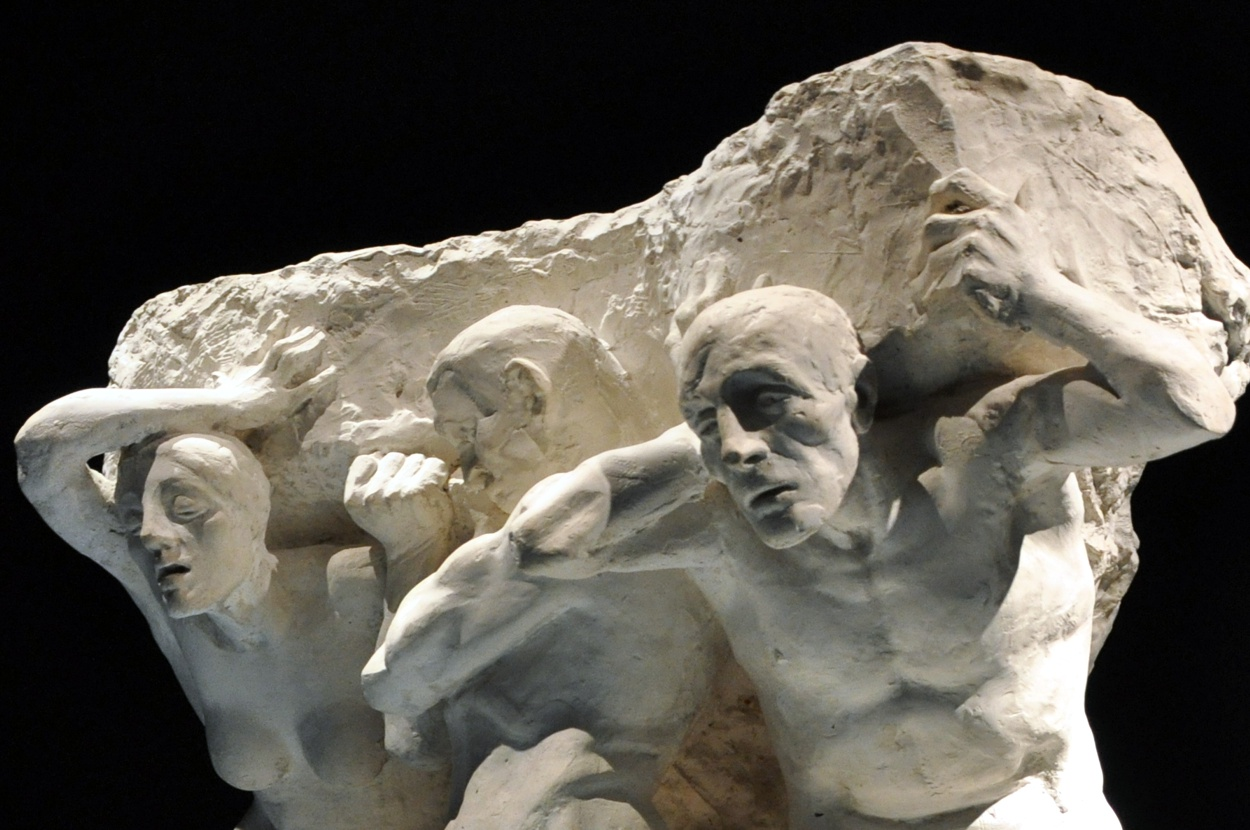
Kariatydy 1896
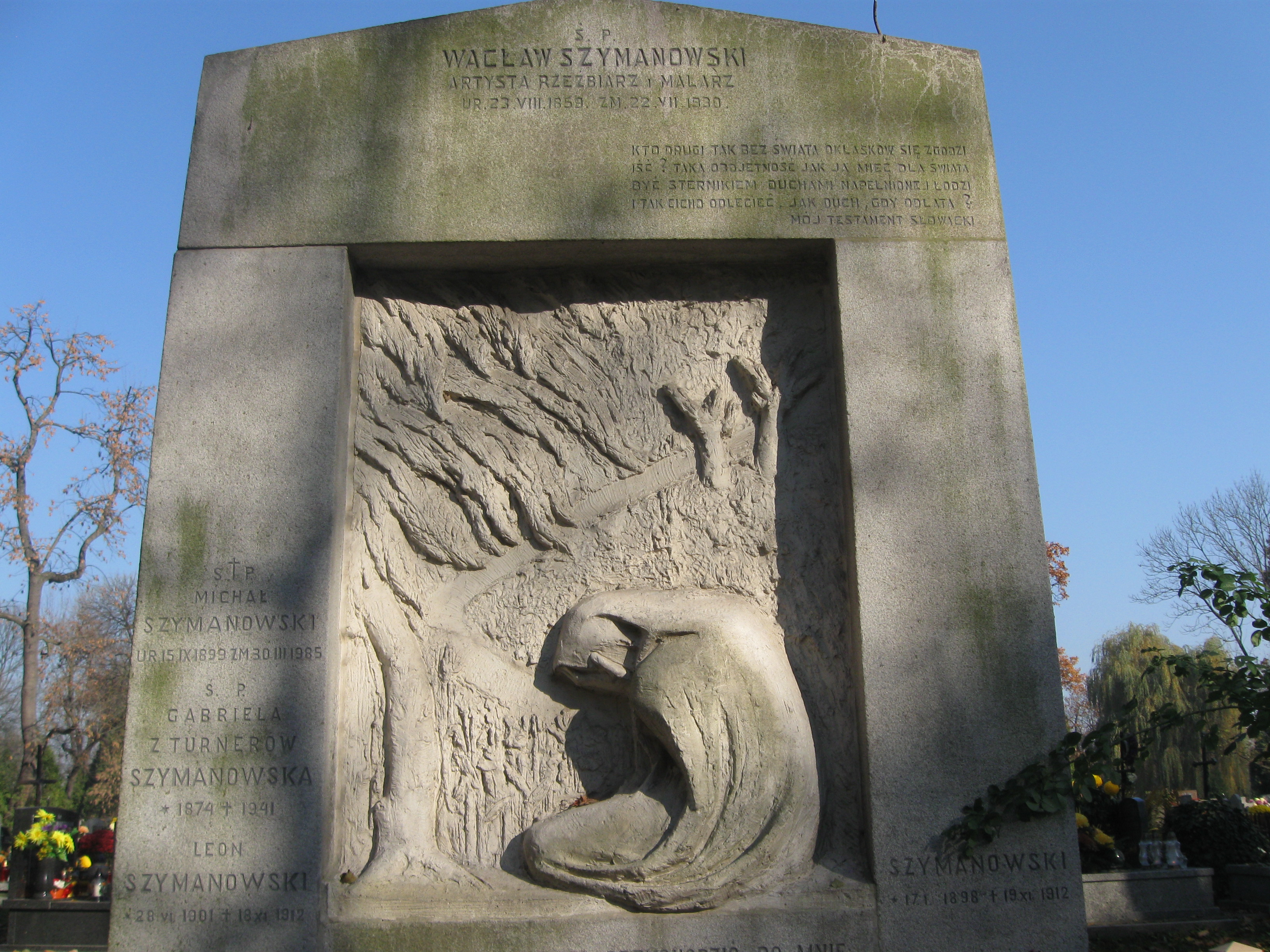
Grobowiec Wacława Szymanowskiego na cmentarzu Rakowickim
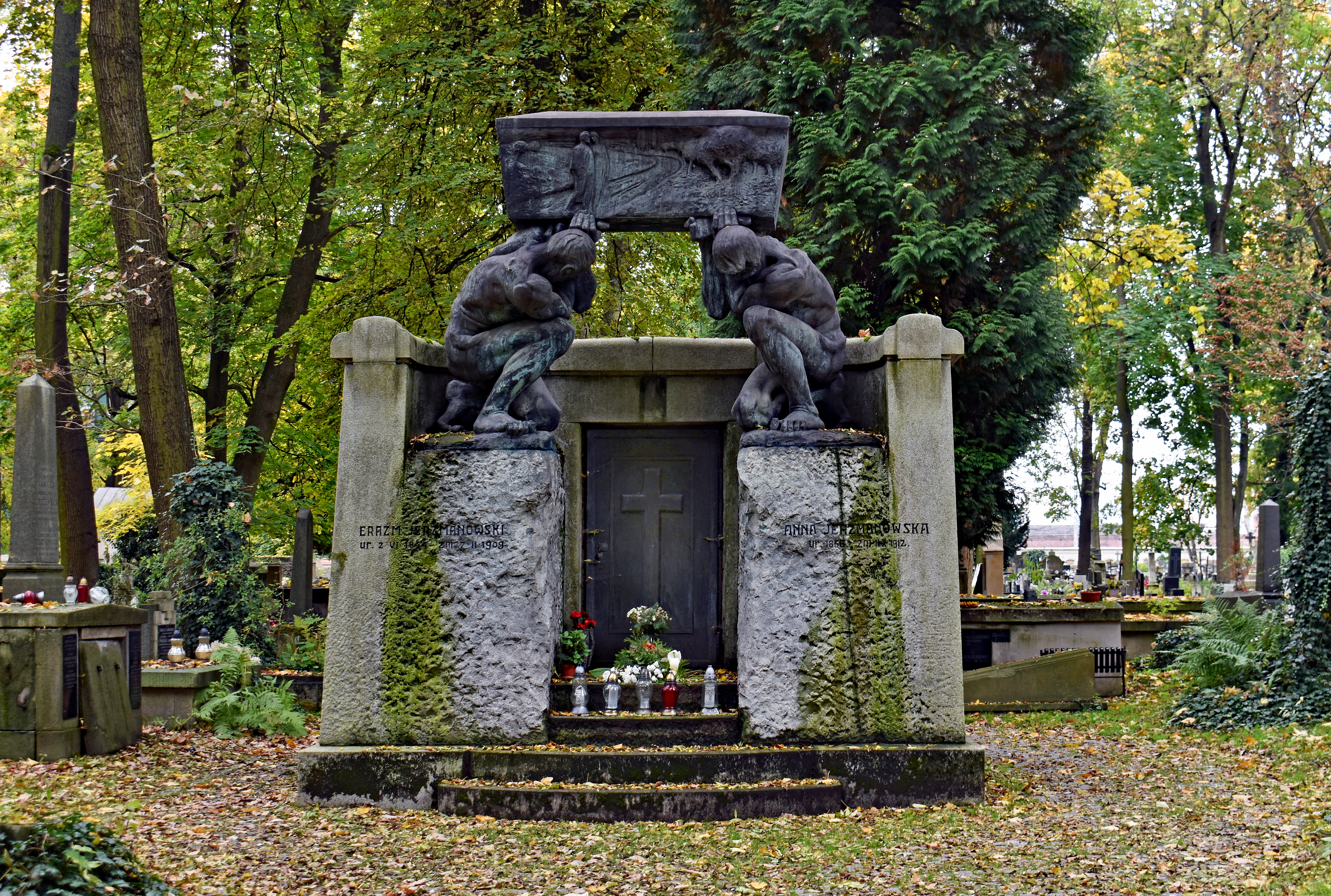
Pomnik nagrobny Erazma i Anny Jerzmanowskich na cmentarzu Rakowickim
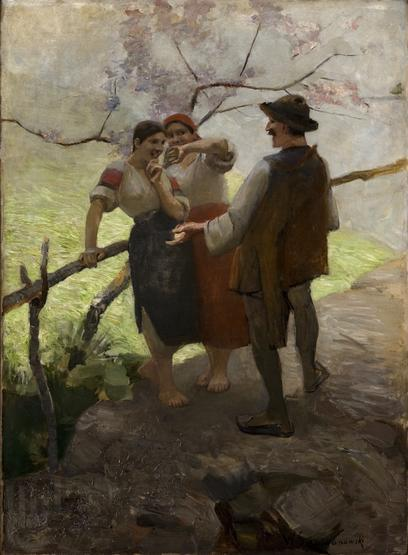
Huculi w rozmowie (między 1886 a 1900)